# 欧州標準化委員会

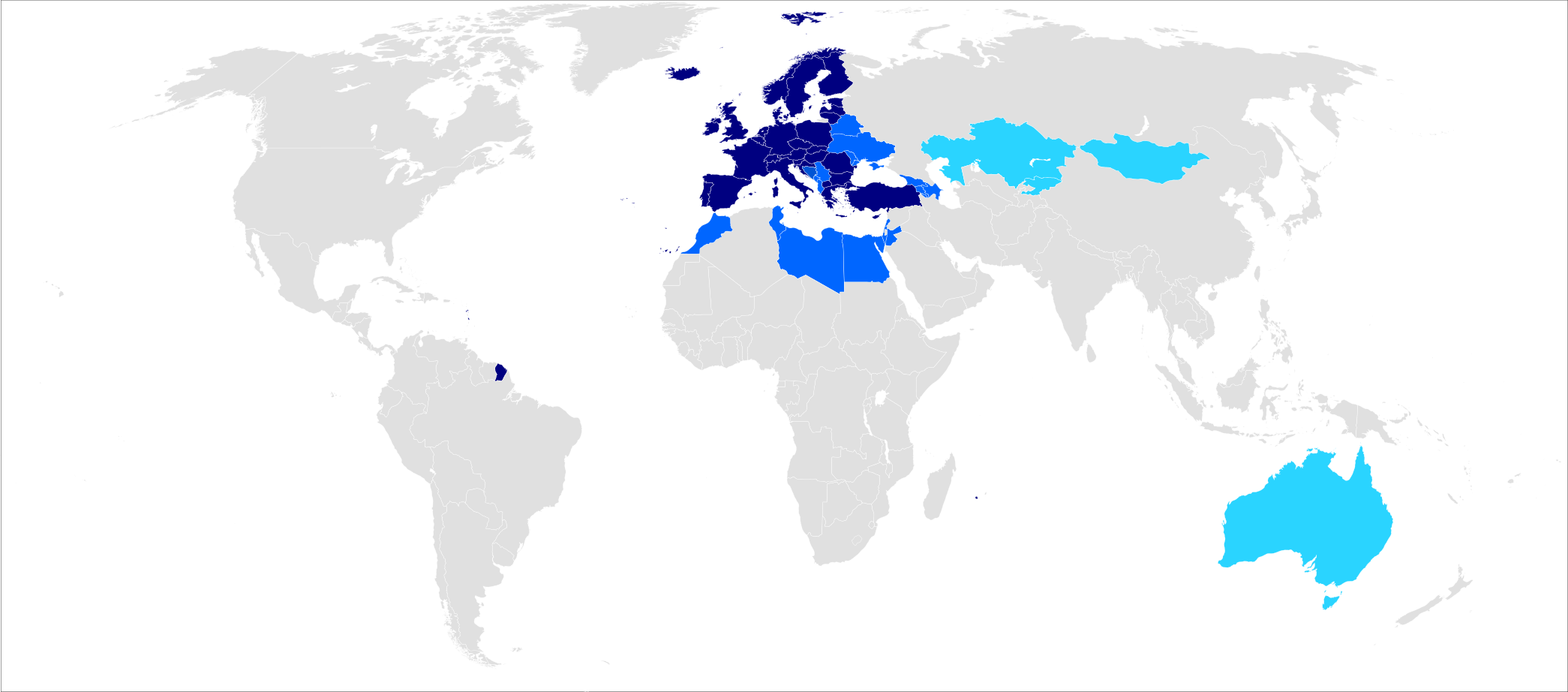
CENのメンバー、アフィリエイト、パートナー標準化団体

欧州標準化委員会（仏: Comité Européen de Normalisation、CEN）は、一貫した標準規格と仕様の開発・保守・配布を行うための効率的基盤を提供することによって、国際社会におけるヨーロッパ経済の力を強め、ヨーロッパの市民の福祉や環境を高めることを目的とした私的な非営利組織である。
1961年、創設。13カ国のメンバーが共同で様々な分野の欧州規格（European Standard、EN）を策定し、製品やサービスについてのヨーロッパ共同市場を構築し、世界経済におけるヨーロッパの地位向上を図っている。一部の規格は自発的なものだが、EUの法律の定めに従って策定されている義務的規格もある。
6万人以上の専門家および関係者がいて、CENの規格に影響を受ける人々は4億6000万人に達する。CENは電気関係（CENELEC）と通信関係（ETSI）以外の分野における公式な標準化組織として認識されている。
メンバー30カ国は、欧州連合27カ国と欧州自由貿易連合 (EFTA) 3カ国で構成され、他にEUやEFTAに参加を予定している国がアフィリエイトとして参加している。CENは、自由貿易の推進、労働者と消費者の安全、ネットワークの相互運用性、環境保護、研究開発プログラムの推進、調達の公開性などを促進するべく、技術標準（欧州規格）によって欧州連合と欧州経済領域の目的に寄与している。義務的標準の例としては、建築における建材や製品の企画があり、Construction Products Directive で示されている。CEマークは、その製品が対応するEU指令に準拠していることを製造業者が宣言するもので、その指令が参照している規格（群）に適合していることを示している。
CENとCENELECは、Keymark と呼ばれるマークを保持しており、このマークを付けた製品は欧州規格に適合していることを示している。
CEN加盟国は以下の通り。
メンバー
オーストリア、ベルギー、ブルガリア、キプロス、チェコ、デンマーク、エストニア、フィンランド、フランス、ドイツ、ギリシャ、ハンガリー、アイスランド、アイルランド、イタリア、ラトビア、リトアニア、ルクセンブルク、マルタ、オランダ、ノルウェー、ポーランド、ポルトガル、ルーマニア、スロバキア、スロベニア、スペイン、スウェーデン、スイス、イギリス
アフィリエイト
アルバニア、クロアチア、北マケドニア、トルコ
パートナー標準化団体
オーストラリア、ボスニア・ヘルツェゴビナ、エジプト、モルドバ、ロシア、セルビア、チュニジア、ウクライナ